# التون دانیل
اِلتون دانیِل (به انگلیسی: Elton L. Daniel) مورخ و ایرانشناس است. دانیل استاد دانشگاه هاوایی است. او دکترای خود را از دانشگاه تگزاس در آستین به سال ۱۹۷۸ میلادی دریافت کرده. دانیل در گذشته سَردَبیر دانشنامه ایرانیکا بود. او از سال ۱۹۸۱ تا ۲۰۱۱ میلادی استاد تاریخ اسلام و خاورمیانه دانشگاه هاوایی بود. او در سال ۲۰۱۱ بازنشسته شد.

## آثار
به جز مقالات او در دانشنامه ایرانیکا، او مقالات مجزایی هم نوشته است که عبارتند از: 
- Daniel, Elton L (1998). "The "Encyclopaedia Iranica" and the Encyclopedic Tradition". Iranian Studies (به انگلیسی). 31 (3/4): 377–387. Retrieved 1 February 2025.
- The Political and Social History of Khurasan under Abbasid Rule, 747-820, Bibliotheca Islamica (Minneapolis, Minnesota), 1979.
- The History of Iran, Greenwood Press (Westport, Connecticut), 2001.
- A Shi’ite Pilgrimage to Mecca (1885-1886), University of Texas Press (Austin, Texas), 1990 (as editor and translator, with Hafez Farmayan).
- Society and Culture in Qajar Iran: Studies in Honor of Hafez Farmayan, Mazda Publishers (Costa Mesa, California), 2002 (as editor).
- Culture and Customs of Iran, Greenwood Press (Westport, Connecticut), 2006 (with Ali Akbar Mahdi).[۱]